# ميغيل ألبوكيرك
ميغيل ألبوكيرك هو سياسي برتغالي، ولد في 4 مايو 1961 في فونشال في البرتغال. نشط حزبياً في الحزب الديمقراطي الاجتماعي. وقد انتخب President of the Regional Government of Madeira ‏ (20 أبريل 2015 – ).